# Aimé-Louis Herminjard
Aimé-Louis Herminjard (* 7. November 1817 in Vevey; † 11. Dezember 1900 in Lausanne) war ein Schweizer evangelischer Geistlicher, Paläograf und Hochschullehrer.

## Leben

### Familie
Aimé-Louis Herminjard war der Sohn von Jean-Louis Herminjard und dessen Ehefrau Sophie (geb. Brot).
Er war seit 1871 mit Eugénie, Tochter von Alexandre Monnerat aus Vevey, verheiratet.

### Werdegang
1844 erlangte Aimé-Louis Herminjard das Lizentiat der Theologie an der Académie de Lausanne, nachdem er sich dort immatrikuliert und die Vorlesungen von Juste Olivier, Alexandre Vinet und Samuel Chappuis gehört hatte.
Er wurde Hauslehrer der Kinder des ukrainischen Fürsten Nicolas von Repnin und begann dort 1846 mit der Katalogisierung der Bibliothek in dessen Schloss Jahotyn. 1861 kehrte er in die Schweiz nach Genf zurück und lebte dort bis 1871; seine in Russland gemachten Ersparnisse ermöglichten ihm ein bescheidenes Leben. 1872 zog er nach Lausanne um, gab dort Lateinunterricht und hielt Vorlesungen zur Reformationsgeschichte an der dortigen Theologischen Fakultät der Freien Evangelischen Kirche.

### Berufliches und schriftstellerisches Wirken
Nach seinem Umzug nach Lausanne widmete sich Aimé-Louis Herminjard, gemeinsam mit seinem Bruder Henri Herminjard, der Edition der Correspondance des Réformateurs dans les pays de langue française, welche in neun Bände erschienen. Die Quellenedition umfasst die Korrespondenz der Reformatoren im französischsprachigen Raum aus den Jahren 1512 bis 1544; seine Sammlung enthält fast 800 bis dahin unveröffentlichte Briefe von Johannes Calvin, Guillaume Farel und Pierre Viret sowie 4000 Briefe von weiteren Reformatoren und ihren Anhängern.
Er arbeitete auch an der Encyclopédie des sciences religieuses von Frédéric Auguste Lichtenberger; sein Nachfolger hierbei war Auguste Bernus.

### Nachlass
Im Musée historique de la Réformation in Genf werden seine Notizen und Manuskripte aufbewahrt, die belegen, dass er eine ausserordentliche Begabung als Paläograf hatte.

## Mitgliedschaft
- Seit 1892 war Aimé-Louis Herminjard Korrespondierendes Mitglied der Bayerischen Akademie der Wissenschaften.

## Schriften (Auswahl)
- Correspondance des Réformateurs dans les pays de langue française.
- Band 1: 1512–1526. Genève: Georg, 1866.
- Band 2: 1527–1532. Genève: Georg, 1868.
- Band 3: 1533–1536. Genève: Georg, 1870.
- Band 4: 1536–1538. Genève: Georg, 1872.
- Band 5: 1538–1539. Genève: Georg, 1878.
- Band 6: 1539–1540. Genève: Georg, 1883.
- Band 7: 1541–1542. Genève: Georg, 1886.
- Band 8. 1542–1543. Genève: Georg, 1893.
- Band 9: 1543–1544. Genève: Georg, 1897.